# Beer Bembé Dellinger

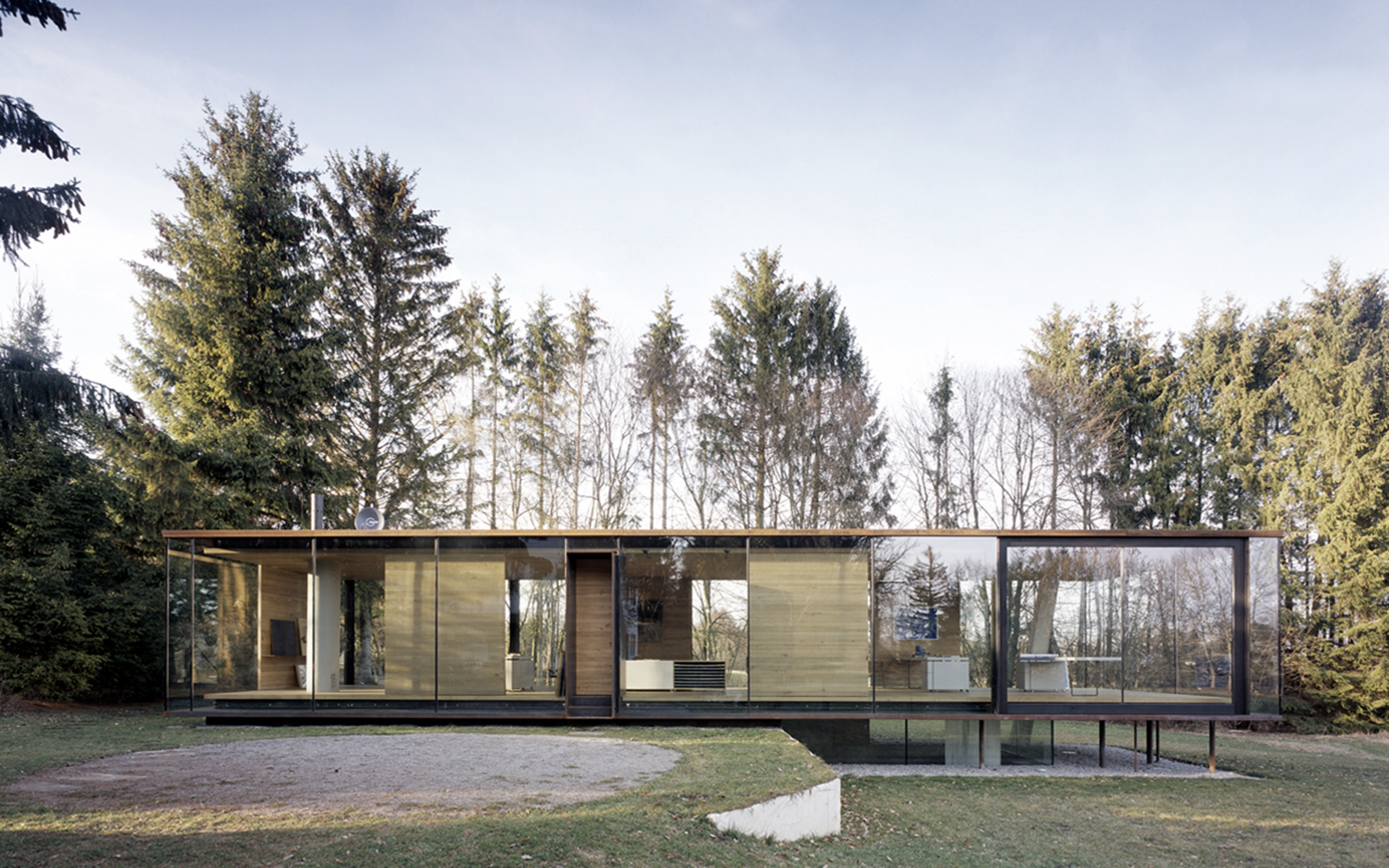
Atelier im Currypark Riederau, 2003

Beer Bembé Dellinger ist ein deutsches Architekturbüro mit Sitz in Greifenberg und Standorten in München und Augsburg. Zwischen 1999 und 2013 firmierte das Büro als „Bembé Dellinger Architekten“. Seit 2013 firmiert es nach dem Einstieg von Anne Beer als „Beer Bembé Dellinger Architekten und Stadtplaner“.

## Büropartner
Anne Beer (* 1963 in St. Wendel) studierte Architektur an der Universität Karlsruhe und Urban Design an der City University of New York. Sie arbeitete bei Suter + Suter in Basel, bei Steven Holl in New York und bei ELW Architekten in Berlin. 1994 gründete sie mit Karlheinz Beer „Beer Architekten“ in Weiden in der Oberpfalz. 2009 führte sie es als „Beer Architektur Städtebau“ in München weiter. 2013 wurde sie Mitglied der Geschäftsleitung von „Bembé Dellinger Architekten“, und 2016 folgte die Umbenennung des Büros in „Beer Bembé Dellinger Architekten und Stadtplaner“. Seit 2004 lehrt Anne Beer als Professorin an der OTH Regensburg. 2024 wurde sie in den Bayerischen Landesplanungsbeirat berufen.
Felix Bembé (* 1969 in München), der Ehemann von Anne Beer, studierte Architektur an der Hochschule München und arbeitete anschließend bei Kurt Ackermann in München, bei Thomas Herzog in Stuttgart und bei Behnisch & Partner in Stuttgart. Bembé lehrte als Gastprofessor (2017–2018) und als Lehrbeauftragter (2022–2023) an der Hochschule Biberach. Zwischen 2008 und 2012 leitete er den Verein „Wessobrunner Kreis“.
Sebastian Dellinger (* 1966 in Moorenweis) schloss eine Ausbildung zum Kaufmann ab und studierte zunächst Betriebswirtschaftslehre, anschließend Architektur an der Hochschule München. Später arbeitete er bei Sunder-Plaßmann in Greifenberg.

## Bauwerke
Bembé Dellinger:
- 2003: Atelier im Currypark, Riederau am Ammersee[3]
- 2007: Birkenallee, Dießen am Ammersee[3]
- 2009: Haus R, Schondorf am Ammersee

Beer Bembé Dellinger:
- 2012: Gemeinschaftshaus Selb als neues Quartierzentrum mit Merz Kley Partner
- 2014: Neue Ortsmitte Wettstetten[4]
- 2016: Quartier Garmisch, Garmisch-Partenkirchen mit Merz Kley Partner[5]
- 2016: Jugendzentrum Königsbrunn
- 2017: Haus M5/2, Berg[3]
- 2019: Anbau Haus Bembé
- 2020: Haus J2, Starnberger See[6]
- 2020: Zehntstadel Steinheim, Memmingen[7]
- 2021: Erweiterung Landratsamt Tuttlingen[8]
- 2023: Krematorium am Ostfriedhof, München[9]

## Auszeichnungen und Preise
- 2003: BDA-Preis Bayern für Atelier im Currypark, Dießen am Ammersee[3]
- 2007: Bayerischer Wohnungsbaupreis „Neue Nachbarschaften“ für Birkenallee, Dießen am Ammersee[3]
- 2011: Anerkennung – Häuser des Jahres für Haus R, Schondorf am Ammersee
- 2014: Auszeichnung – Deutscher Städtebaupreis für Neue Ortsmitte Wettstetten[10]
- 2015: Deutscher Ziegelpreis für Neue Ortsmitte Wettstetten[11]
- 2016: BDA-Preis Bayern für Neue Ortsmitte Wettstetten[12]
- 2016: Nike für Komposition für Neue Ortsmitte Wettstetten[13]
- 2017: Anerkennung – Deutscher Holzbaupreis für Jugendzentrum Königsbrunn[14]
- 2018: Anerkennung – Häuser des Jahres für Haus M5/2, Berg (Starnberger See)
- 2018: Heinze Architekten AWARD für Quartier Garmisch, Garmisch-Partenkirchen[15]
- 2020: Anerkennung – Häuser des Jahres für Haus J2, Starnberger See
- 2020: Deutscher Bauherrenpreis für Quartier Garmisch, Garmisch-Partenkirchen[16]
- 2020: Sonderauszeichnung – Deutscher Wohnungsbau Award für Quartier Garmisch, Garmisch-Partenkirchen[17]
- 2022: Denkmalpreis für Zehntstadel Steinheim (Memmingen)[18]
- 2023: Hugo-Häring-Auszeichnung für Landratsamt Tuttlingen[19]

## Veröffentlichungen
- Felix Bembé: Bembé Dellinger Architects: Bilder und Pläne | pictures and plans 1999 – 2009, Ambra Verlag, 2010, ISBN 978-3-99043-333-1.